# Xysmalobium fraternum
Xysmalobium fraternum är en oleanderväxtart som beskrevs av Nicholas Edward Brown. Xysmalobium fraternum ingår i släktet Xysmalobium och familjen oleanderväxter. Inga underarter finns listade i Catalogue of Life.